# René Metz
René Metz (ur. 18 grudnia 1950 w Paryżu) – francuski lekkoatleta, sprinter.
W wieku 18 lat awansował do finału biegu na 100 metrów na mistrzostwach Europy w 1969 w Atenach, ale w nim nie wystąpił. Na kolejnych mistrzostwach Europy w 1971 w Helsinkach odpadł w eliminacjach tej konkurencji.
Wystąpił na igrzyskach olimpijskich w 1972 w Monachium, gdzie odpadł w ćwierćfinale biegu na 200 metrów oraz w eliminacjach sztafety 4 × 100 metrów. Odpadł w półfinale biegu na 100 metrów na uniwersjadzie w 1973 w Moskwie, a na uniwersjadzie w 1975 w Rzymie zajął 5. miejsca w finałach biegu na 100 metrów i sztafety 4 × 100 metrów.  
Zdobył brązowy medal w biegu na 100 metrów oraz zajął 6. miejsce w biegu a 200 metrów na igrzyskach śródziemnomorskich w 1975 w Algierze.
Był mistrzem Francji w biegu na 200 metrów w 1972, wicemistrzem na tym dystansie w 1971, a także brązowym medalistą w biegu na 100 metrów w 1969, 1970 i 1973 oraz w biegu na 200 metrów w  1973 i 1976.
Rekordy życiowe Metza:
- bieg na 100 metrów – 10,47 (9 czerwca 1971, Paryż)
- bieg na 200 metrów – 20,91 (27 czerwca 1976, Lille)